# Christian Lawory
Christian Lawory (* 2. Juli 2001 in Hohenlimburg) ist ein deutscher American-Football-Spieler auf der Linebacker-Position. Er spielt für die Münster Blackhawks in der German Football League 2.

## Werdegang

### Vereins-Football
Lawory begann mit 14 Jahren in der U16 der Iserlohn Titans mit dem American Football. In den ersten Jahren seiner Laufbahn spielte er bei den Titans auf verschiedenen Positionen. So kam er als Receiver, Defensive Back und auch als Quarterback zum Einsatz. Als Receiver wurde er auch schon 2016 in die NRW Jugendauswahl („Green Machine“) berufen. Später konzentrierte er sich auf die Position des Outside Linebackers. Er wechselte zur Saison 2020 zu den Dortmund Giants.
Nach der Jugendzeit schloss sich Lawory 2021 den Assindia Cardinals an, bei denen bereits einige vormalige Spieler der Titans aktiv waren. 2023 entschied sich Lawory für einen Wechsel zu den Cologne Centurions, die er jedoch in der Off-Season wieder verließ und sich den Münster Blackhawks anschloss.

### European League of Football
Zur Saison 2023 wechselte Lawory zu den Cologne Centurions zu Head Coach Kahlil Carter. Das Franchise mit Sitz in Köln war der Liga zur ersten Spielzeit der ELF beigetreten.
Lawory beendete die Saison auf der Bank.